# شیراکاوا، فوکوشیما
شیراکاوا در استان فوکوشیما در کشور ژاپن  واقع شده‌است  که دارای جمعیت ۶۵٬۶۶۵ نفر و مساحت ۳۰۵٫۳۰ کیلومتر مربع با تراکم جمعیت ۲۱۵  نفر در کیلومترمربع است و در تاریخ ۷ نوامبر ۲۰۰۵ به عنوان شهر شناخته شد.